# Фуртеї
Фуртеї (італ. Furtei, сард. Furtei) — муніципалітет в Італії, у регіоні Сардинія,  провінція Медіо-Кампідано.
Фуртеї розташоване на відстані близько 400 км на південний захід від Рима, 45 км на північ від Кальярі, 5 км на схід від Санлурі, 23 км на північний схід від Віллачідро.
Населення — 1668 осіб (2014).

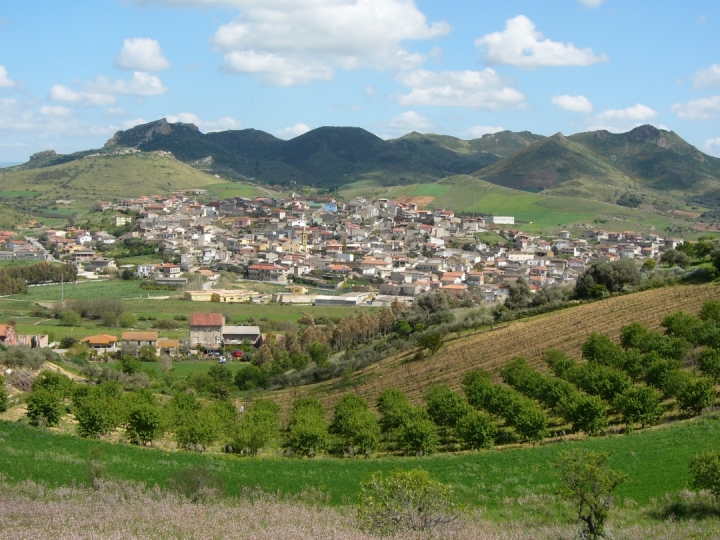

Щорічний фестиваль відбувається 4 грудня. Покровитель — Santa Barbara.

## Демографія
Населення за роками:

Станом на 1 січня 2023 року в муніципалітеті офіційно проживало 36 іноземців з 7 країн, серед них 24 громадяни країн Євросоюзу та 7 громадян України.

## Сусідні муніципалітети
- Гуазіла
- Самассі
- Санлурі
- Сегаріу
- Серренті
- Вілламар